# Camilo Aguilar
Camilo Aguilar (nacido en Junín, provincia de Buenos Aires, el 14 de mayo de 1949) es un exfutbolista argentino; se desempeñaba como delantero y su primer club fue Estudiantes de La Plata.

## Carrera
Tuvo sus primeros pasos en el fútbol profesional durante la época dorada de Estudiantes, integrando los planteles campeones de la Copa Libertadores en 1968, 1969 y 1970, y de la Copa Intercontinental 1968. A mediados de los '70 pasó por Colón y Rosario Central, para recalar en 1977 en el fútbol colombiano. Dicho año logró con Junior de Barranquilla el primer título en Primera para el club, anotando además dos goles en el triunfo de su equipo en Bogotá ante Independiente Santa Fe 3-1. Luego jugó por Cúcuta Deportivo e Independiente Medellín.

## Clubes
| Club                    | País      | Año       |
| ----------------------- | --------- | --------- |
| Estudiantes de La Plata | Argentina | 1968-1974 |
| Colón de Santa Fe       | Argentina | 1975      |
| Rosario Central         | Argentina | 1976      |
| Junior Barranquilla     | Colombia  | 1977      |
| Cúcuta Deportivo        | Colombia  | 1978      |
| Independiente Medellín  | Colombia  | 1979      |

## Palmarés

### Campeonatos nacionales
| Título    | Equipo                 | País     | Año  |
| --------- | ---------------------- | -------- | ---- |
| Primera A | Junior de Barranquilla | Colombia | 1977 |

### Campeonatos internacionales
| Título                | Equipo                  | Sede       | Año  |
| --------------------- | ----------------------- | ---------- | ---- |
| Copa Libertadores     | Estudiantes de La Plata | Montevideo | 1968 |
| Copa Intercontinental | Estudiantes de La Plata | Manchester | 1968 |
| Copa Interamericana   | Estudiantes de La Plata | Montevideo | 1969 |
| Copa Libertadores     | Estudiantes de La Plata | La Plata   | 1969 |
| Copa Libertadores     | Estudiantes de La Plata | Montevideo | 1970 |